# Bisbat de Kíiv-Jitòmir
El bisbat de Kíiv-Jitòmir (ucraïnès: Київсько-Житомирська дієцезія); llatí: Dioecesis Kioviensis-Zytomeriensis) és una seu de l'Església catòlica a Ucraïna, sufragània de l'arquebisbat de Lviv.
Al 2019 tenia 217.000 batejats d'un total de 8.085.000 habitants. Actualment està regida pel bisbe Vitalij Kryvyc'kyj, S.D.B.

## Territori
La diòcesi comprèn els oblasts Txerkassi, Txerníhiv, Kíiv i Jitòmir.
La seu episcopal és la ciutat de Jitòmir, on es troba la catedral de Santa Sofia. A Kíiv es troba la cocatedral de Sant Alexandre.
El territori s'estén sobre 111.600 km² i està dividit en 166 parròquies.

## Història
La presència de missioners i bisbes llatins a Kíiv està testimoniada des del segle x, i el mateix Adalbert de Magdeburg s'hi va allotjar probablement a l'època de la princesa Olga de Kíiv. La gran presència de polonesos a la ciutat va afavorir l'arribada de dominics i franciscans al segle xiii.
El 15 de desembre de 1320 el papa Joan XXII va nomenar el dominic Henryk bisbe de Kíiv i des d'aquest moment hi havia un bisbe resident permanent a la ciutat. La unió dels Grans Ducats de Lituània amb Polònia en 1386 va afavorir la situació dels llatins i la fundació permanent d'una diòcesi de ritu llatí a Kíiv, sufragània de l'arxidiòcesi de Lviv.
A finals del segle xvi la catedral de Kíiv va ser destruïda, i el bisbe Krzysztof Kazimirski va procedir a construir-ne una de nova, coneguda el 1619 amb el títol de Sant Joan Baptista i el 1633 amb el de Santa Caterina verge.
Durant el segle xvii, els bisbes Bogusław Radoszewski (1619-1633) i Aleksander Sokołowski (1636-1645) van treballar dur per introduir la reforma tridentina i lluitar contra el calvinisme que s'estava estenent a la regió. Els jesuïtes foren cridats a la diòcesi i sínodes diocesans.
L'1 de setembre de 1636 la diòcesi de Kíiv va cedir una part del seu territori en benefici de l'erecció de la diòcesi de Smolensk, que havia de ser suprimida el 1818 i incorporada a l'arxidiòcesi de Mahiliou.
La revolta dels cosacs a mitjan segle i l'aixecament popular de 1648 van danyar greument les estructures de l'església catòlica i la majoria de les esglésies van ser destruïdes. Així doncs, els bisbes van abandonar Kíiv, que l'any 1657 havia estat annexat a Rússia (tractat d'Andrusovo), i van situar la seva residència a Jitòmir, on es va erigir com a catedral l'església de Santa Sofia, construïda en temps del bisbe Samuel Jan Ożga (1723-1756).
En 1773, arran de la primera partició de Polònia, la diòcesi es troba dividida en dos. El 1795 va acabar la Confederació de Polònia i Lituània i a partir d'aquesta data tota la diòcesi es va trobar a l'Imperi Rus. Amb la butlla Maximis undique del 16 d'octubre 1798, el papa Pius VI va reorganitzar les antigues diòcesis poloneses ara en territori rus. La diòcesi de Kíiv va ser desmembrada: Kíiv i el seu districte civil van ser annexionats a l'arxidiòcesi de Mahiliou, mentre que la part restant de la diòcesi, amb seu a Jitòmir, es va unir aeque principaliter a la diòcesi de Luc'k; al mateix temps es va suprimir el títol Kiovensis, substituït per aquell Zytomeriensis, i les dues diòcesis unides, Luc'k i Jitòmir, foren sufragànies de l'arxidiòcesi de Mahiliou.
De 1867 a 1918 els bisbes de Luc'k i Jitòmir van tenir l'administració de la diòcesi de Kàmianets.
Al final de la Primera Guerra Mundial, les seus de Luc'k i Jitòmir es van trobar dividits per la nova frontera estatal, la primera a la nació polonesa restaurada i la segona a la Rússia soviètica. De fet, les dues seus estaven separades, tal com documenta la butlla Vixdum Poloniae del 28 d'octubre de 1925, amb la qual el papa Pius XI va redefinir el territori de la diòcesi de Luc'k, sense esmentar la seu de Jitòmir, que així es va mantenir sense bisbe fins al 1991 .
Amb la fi del règim soviètic i el naixement de la república independent d'Ucraïna, els límits de la diòcesi de Jitòmir es van ampliar cap a l'est, per incloure tots els territoris ucraïnesos de l'arxidiòcesi de Mahiliou, inclosa la ciutat de Kíiv. Al mateix temps la diòcesi va passar a formar part de la província eclesiàstica de l'arxidiòcesi de Lviv.
El 25 de novembre de 1998, dos segles després de la seva supressió, el títol de Kiovensis va ser restaurat i la diòcesi va prendre el seu nom actual.
El 4 de maig de 2002, va cedir una part del seu territori al benefici de l'erecció de la diòcesi de Khàrkiv-Zaporíjia.

## Cronologia episcopal

### Seu de Kíiv
- Henryk, O.P. † (15 de desembre de 1320 - 1350 mort)
- Jakub, O.P. † (vers 1350 - 1377 mort)
- Filippo, O.P. † (citat el 1387)
- Mikołaj, O.P. † (segle xiv)
- Borzysław, O.P. † (segle xiv)
- Andrzej † (1397 - ? mort)
- Michele Trestka, O.P. † (19 de novembre de 1410 - ? mort)
- Stanislas Martini † (13 de febrer de 1430 - ?)
- Jan † (29 d'octubre de 1477 - ? mort)
- Michael de Leopoli, O.P. † (22 de juny de 1487 - ? mort)
- Bartholomaeus Solozuyky † (25 de maig de 1495 - vers 1520 mort)
- Jan Filipowicz † (4 de juliol de 1520 - vers 1526 mort)
- Nicolas Wilgaito † (1º de juny de 1526 - 15 de febrer de 1531 nomenat bisbe Mednicensis)
- Giorgio Gizyki † (1º de maig de 1532 - vers 1534 mort)
- Franciszek † (11 de febrer de 1534 - vers 1546 mort)
- Jan Andruszewicz † (27 d'agost de 1546 - 13 d'abril de 1556 nomenat bisbe de Lutsk )
- Ivan Soltan † (1555 - ?)
- Mikołaj Pac † (vers 1564 - 1580 o 1589 mort)
- Józef Wereszczyński † (6 d'agost de 1589 - 1599 mort)
- Krzysztof Kazimirski † (5 de maig de 1599 - 15 de juny de 1618 mort)
- Bogusław Radoszewski † (17 de gener de 1619 - 6 de juny de 1633 nomenat bisbe de Lutsk )
- Andrzej Szołdrski † (9 de gener de 1634 - 13 d'agost de 1635 nomenat bisbe de Przemyśl)
- Aleksander Sokołowski † (21 de juliol de 1636 - 9 de maig de 1645 mort)
- Stanisław Zaremba, O.Cist. † (23 d'abril de 1646 - 3 d'agost de 1653 mort)
- Jan Leszczyński † (21 d'abril de 1655 - 10 de gener de 1656 nomenat bisbe de Chełmno)
- Tomasz Ujejski, S.I. † (3 d'abril de 1656 - 1676 nomenat bisbe auxiliar de Vàrmia)
- Stanisław Jan Witwicki † (12 de juny de 1679 - 25 de maig de 1682 nomenat bisbe de Lutsk )
- Andrzej Chryzostom Załuski † (15 de novembre de 1683 - 15 d'octubre de 1692 nomenat bisbe de Płock)
  - Sede vacante (1692-1697)
- Mikołaj Stanisław Święcicki † (25 de febrer de 1697 - 18 de maig de 1699 nomenat bisbe de Posen)
- Jan Paweł Gomoliński † (30 de març de 1700 - abans del 9 de gener de 1712 mort)
  - Sede vacante (1712-1715)
- Walenty Maciej Arcemberski † (29 de maig de 1715 - 1717 mort)
- Jan Joachim Tarło † (5 de desembre de 1718 - 15 de març de 1723 nomenat bisbe de Posen)
- Samuel Jan Ożga † (27 de setembre de 1723 - 19 d'abril de 1756 mort)
- Kajetan Sołtyk † (19 d'abril de 1756 - 12 de febrer de 1759 nomenat bisbe de Cracòvia)
- Józef Andrzej Załuski † (24 de setembre de 1759 - 7 de gener de 1774 mort)
- Ignacy Franciszek Ossoliński † (7 de gener de 1774 - 7 d'agost de 1784 mort)
- Kasper Cieciszowski † (7 d'agost de 1784 - 17 de desembre de 1798 nomenat bisbe de Lutsk  i Jitòmir)

### Seu de Jitòmir, i després de Kíiv-Jitòmir
- Seu unida a Lutsk  (1798-1925)
- Sede vacante (1925-1991)

- Jan Purwiński † (16 de gener de 1991 - 15 de juny de 2011 ritirato)
- Petro Herkulan Mal'čuk, O.F.M. † (15 de juny de 2011 - 27 de maig de 2016 mort)[9]
- Vitalij Kryvyc'kyj, S.D.B., dal 30 d'abril de 2017

## Estadístiques
A finals del 2019, la diòcesi tenia 217.000 batejats sobre una població de 8.085.000 persones, equivalent al 2,7% del total.
| any  | població | població   | població | sacerdots | sacerdots       | sacerdots       | sacerdots             | diàques | religiosos | religiosos | parroquies |
| ---- | -------- | ---------- | -------- | --------- | --------------- | --------------- | --------------------- | ------- | ---------- | ---------- | ---------- |
| any  | batejats | total      | %        | total     | clergat secular | clergat regular | batejats por sacerdot | diàques | homes      | dones      |            |
| 1999 | 300.000  | 18.295.300 | 1,6      | 94        | 30              | 64              | 3.191                 |         | 89         | 116        | 130        |
| 2000 | 300.000  | 17.407.500 | 1,7      | 100       | 36              | 64              | 3.000                 |         | 90         | 126        | 135        |
| 2001 | 300.000  | 17.407.500 | 1,7      | 108       | 36              | 72              | 2.777                 |         | 97         | 148        | 148        |
| 2002 | 300.000  | 17.407.500 | 1,7      | 111       | 37              | 74              | 2.702                 |         | 101        | 154        | 157        |
| 2003 | 270.000  | 8.688.000  | 3,1      | 104       | 39              | 65              | 2.596                 |         | 86         | 137        | 146        |
| 2004 | 270.000  | 8.688.000  | 3,1      | 107       | 35              | 72              | 2.523                 |         | 93         | 145        | 149        |
| 2009 | 250.000  | 8.164.354  | 3,1      | 130       | 41              | 89              | 1.923                 | 1       | 99         | 167        | 154        |
| 2013 | 220.000  | 8.181.778  | 2,7      | 151       | 55              | 96              | 1.456                 | 1       | 108        | 165        | 161        |
| 2016 | 219.200  | 8.165.300  | 2,7      | 165       | 62              | 103             | 1.328                 |         | 128        | 190        | 166        |
| 2019 | 217.000  | 8.085.000  | 2,7      | 158       | 64              | 94              | 1.373                 |         | 108        | 170        | 166        |